# Coppa del Kosovo 2021-2022
La Coppa del Kosovo 2021-2022 (Digitalb Kupës së Kosovës) è stata la 29ª edizione del torneo, la sesta riconosciuta dalla UEFA, iniziata il 27 ottobre 2021 e terminata il 26 maggio 2022. Il Llapi era la squadra detentrice del trofeo e si è confermata, vincendo per la seconda volta la manifestazione.

## Primo turno
Hanno partecipato a questo turno 2 squadre di Liga e Dytë e 2 di Liga e Tretë.
| Squadra 1       | Risultato | Squadra 2       |
| --------------- | --------- | --------------- |
| 27 ottobre 2021 |           |                 |
| KEK             | 5 – 0     | Mati            |
| Prizreni        | 3 – 1     | Fortuna Drenasi |

## Secondo turno
Hanno partecipano a questo turno le 10 squadre della Superliga e Futbollit të Kosovës, le 20 della Liga e Parë e le due vincitrici del primo turno. Il sorteggio è stato effettuato il 29 novembre 2021.
| Squadra 1            | Risultato       | Squadra 2         |
| -------------------- | --------------- | ----------------- |
| 1º dicembre 2021     |                 |                   |
| Ramiz Sadiku         | 2 – 1 (dts)     | Vushtrria         |
| Feronikeli           | 0 – 0 (1-4 dtr) | Fushë Kosova      |
| A&N                  | 0 – 1           | Gjilani           |
| Drenica              | 3 – 1           | Vllaznia Pozheran |
| Besa Peć             | 0 – 4           | Prishtina         |
| Malisheva            | 1 – 0           | Istogu            |
| Ulpiana              | 3 – 0           | Vëllaznimi        |
| Rahoveci             | 1 – 3           | Ballkani          |
| Trepça '89           | 2 – 2 (3-4 dtr) | 2 Korriku         |
| Llapi                | 2 – 1           | Kika              |
| Prizreni             | 1 – 5           | Onix              |
| 2 dicembre 2021      |                 |                   |
| Drita                | 1 – 0 (dts)     | Drenasi           |
| Liria                | 2 – 4           | Dukagjini         |
| Arbëria              | 4 – 0           | Vitia             |
| KEK                  | 1 – 0           | Trepça            |
| Flamurtari Prishtina | 0 – 3 (dts)     | Ferizaj           |

## Ottavi di finale
Il sorteggio è stato effettuato il 7 dicembre 2021.
| Squadra 1       | Risultato       | Squadra 2    |
| --------------- | --------------- | ------------ |
| 5 febbraio 2022 |                 |              |
| Gjilani         | 2 – 1           | Dukagjini    |
| 2 Korriku       | 1 – 6           | Ramiz Sadiku |
| Onix            | 3 – 3 (5-4 dtr) | KEK          |
| Ulpiana         | 2 – 1 (dts)     | Arbëria      |
| 6 febbraio 2022 |                 |              |
| Ballkani        | 1 – 0           | Malisheva    |
| Fushë Kosova    | 0 – 5           | Drita        |
| Prishtina       | 2 – 1 (dts)     | Drenica      |
| 7 febbraio 2022 |                 |              |
| Ferizaj         | 0 – 2           | Llapi        |

## Quarti di finale
Il sorteggio è stato effettuato il 10 febbraio 2022.
| Squadra 1     | Risultato   | Squadra 2 |
| ------------- | ----------- | --------- |
| 16 marzo 2022 |             |           |
| Drita         | 3 – 0       | Ulpiana   |
| Ballkani      | 1 – 2 (dts) | Prishtina |
| Llapi         | 2 – 0       | Gjilani   |
| 17 marzo 2022 |             |           |
| Ramiz Sadiku  | 2 – 1       | KEK       |

## Semifinali
| Squadra 1                      | Totale | Squadra 2    | Andata | Ritorno |
| ------------------------------ | ------ | ------------ | ------ | ------- |
| 7 aprile 2022 / 13 aprile 2022 |        |              |        |         |
| Drita                          | 5 – 2  | Ramiz Sadiku | 3 – 0  | 2 – 2   |
| Prishtina                      | 2 – 3  | Llapi        | 2 – 1  | 0 – 2   |

## Finale
| Pristina 26 maggio 2022, ore 20:00 CEST                             | Drita     | 1 – 2 referto          | Llapi | Stadio Fadil Vokrri |
| \| \| \| \| \| Namani 37’ \| Marcatori \| 6’ Rivera 48’ Ramadani \| |           |                        |       |                     |
|                                                                     |           |                        |       |                     |
| Namani 37’                                                          | Marcatori | 6’ Rivera 48’ Ramadani |       |                     |